# Cantón de Le Mans-Suroeste
El cantón de Le Mans-Suroeste era una división administrativa francesa, que estaba situada en el departamento de Sarthe y la región de Países del Loira.

## Composición
El cantón estaba formado por una comuna, más una fracción de la comuna que le daba su nombre:
- Arnage
- Le Mans (fracción)

## Supresión del cantón de Le Mans-Suroeste
En aplicación del Decreto nº 2014-234 de 24 de febrero de 2014, el cantón de Le Mans-Suroeste fue suprimido el 22 de marzo de 2015 y sus 2 comunas pasaron a formar parte; una del nuevo cantón de Le Mans-6 y la fracción de la comuna que le daba su nombre se unió con las demás fracciones para que, por medio de una reestructuración cantonal, fueran creados los nuevos cantones de Le Mans-1, Le Mans-2, Le Mans-3, Le Mans-4, Le Mans-5, Le Mans-6 y Le Mans-7.